# Víctor Maita

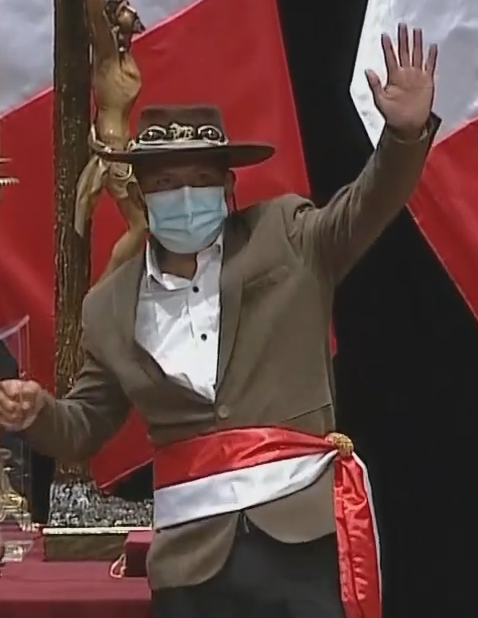
Víctor Maita, 2021

Víctor Raúl Maita Frisancho (* 14. Mai 1992 in Accha, Distrikt Accha, Provinz Paruro, Region Cusco) ist ein peruanischer Bauern- und Landarbeiter-Gewerkschafter sowie Jurist und Politikwissenschaftler. Vom 29. Juli 2021 bis zum 1. Februar 2022 war er peruanischer Landwirtschaftsminister im Kabinett Castillo.

## Leben
Víctor Maita wurde am 14. Mai 1992 in Accha in der Provinz Paruro geboren. Er studierte Rechtswissenschaft und Politikwissenschaft an der Universidad Nacional de San Antonio Abad in Cusco, wo er sein Bachillerato erzielte. Danach wurde er Rechtsassessor und Sekretär des Revolutionären Agrarverbandes Tupaq Amaru von Cusco (Federación Agraria Revolucionaria Túpac Amaru de Cusco, FARTAC). Bei den Wahlen in Peru 2021 am 11. April 2021 war er Kandidat der linken Wahlkoalition Frente Amplio por Justicia, Vida y Libertad für das Andenparlament, erzielte jedoch keinen Sitz. Im Mai 2021 wurde er für den Zeitraum von 2021 bis 2024 zum Präsidenten des Nationalen Leitungsrates (Consejo Directivo Nacional) des Nationalen Agrarverbandes (Confederación Nacional Agraria, CNA) gewählt. Am 29. Juli 2021 ernannte ihn der frisch gewählte Präsident Pedro Castillo als Nachfolger von Federico Tenorio zum Minister für Landwirtschaft und Bewässerung. Mit 29 Jahren wurde er zum jüngsten Mitglied des Kabinetts von Premierminister Guido Bellido.

## Indigener Hintergrund
Neben dem Spanischen spricht Víctor Maita Quechua, das er auch in der Öffentlichkeit verwendet, so im August 2021 bei Verhandlungen mit dem Provinzbürgermeister von Andahuaylas, der vom Minister mehr Investitionen in die Landwirtschaft dieser Provinz forderte.
Als Funktionär des Nationalen Agrarverbandes CNA nahm er im Juli 2021 an einer Ausstellung der indigenen Völker der Anden und Amazoniens teil. Dabei betonte er: „Die ursprünglichen Völker gibt es länger als die Republik. Im Fall der Quechuas haben wir eine Existenz von mehr als 500 Jahren, doch der Staat hat uns immer ausgeschlossen. Vor Jahren hatten wir kein Recht, am politischen Leben teilzunehmen und unsere Stimme abzugeben, und heute gibt es in der Regierung keine Quote für Indigene, um an politische Ämter zu gelangen. Wir fühlen uns nicht als Teil dieser Republik, die 200 Jahre alt wird.“ Einen Monat später, nunmehr Minister, sagte er in Andahuaylas auf (Süd-)Quechua: „Ich sage euch wahrlich: Jetzt regieren wir Menschen vom Lande, und so bitte ich euch: Unterstützt uns, damit unser Tun vorankommt.“